# Captafol
Captafol là một thuốc diệt nấm, được sử dụng để khống chế hầu hết các bệnh do nấm gây ra trên cây trồng, ngoại trừ bệnh phấn trắng. Nó bị cho là một chất gây ung thư ở người, và việc sản xuất captafol để dùng như thuốc diệt nấm đã ngừng vào năm 1987. Lượng thuốc tồn đọng vẫn được sử dụng, nhưng đến năm 1999, Cơ quan Bảo vệ Môi sinh Hoa Kỳ đã ra lệnh cấm chỉ đối với việc sử dụng hóa chất này trên cây trồng, ngoại trừ hành tây, khoai tây và cà chua. Đến năm 2006 thì các trường hợp ngoại lệ này cũng bị cấm, do đó, captafol bị cấm hoàn toàn tại Hoa Kỳ. Kể từ năm 2000, nhiều quốc gia khác cũng thực hiện lệnh cấm này, và cho đến năm 2010, thì không còn quốc gia nào cho phép sử dụng captafol trên cây lương thực. Hiện nay, Viện Quốc gia về Sức khỏe và An toàn Hoa Kỳ đã đưa ra một ngưỡng đề nghị cho việc phơi nhiễm captafol là ở mức 0.1 mg/m³ tiếp xúc trên da.
Captafol được đăng ký bằng sáng chế Hoa Kỳ số 3,178,447 (1965). Hỗn hợp của nó với thiabendazol được đăng ký sáng chế số 4092422 (1978).
Tên thương mại quốc tế của captafol được quy định theo công ước Rotterdam.